# Unité urbaine de Saint-Paul (La Réunion)
L'unité urbaine de Saint-Paul (La Réunion) est une unité urbaine française centrée sur la commune de Saint-Paul, dans l'île de La Réunion.

## Données générales
Dans le zonage réalisé par l'Insee en 1999, l'unité urbaine était composée d'une seule commune.
Dans le zonage réalisé en 2010, l'unité urbaine était composée de trois communes, l'ancienne unité urbaine du Port, composée du Port et de La Possession ayant été absorbée.
Dans le nouveau zonage réalisé en 2020, elle est composée des trois mêmes communes.
En 2022, avec 176 280 habitants, elle représente la 2e unité urbaine du département de La Réunion. Au niveau national, elle occupe le 44e rang.
En 2022, sa densité de population s'élève à 468 hab/km2. Par sa superficie, elle ne représente que 15 % du territoire départemental mais, par sa population, elle regroupe 20 % de la population du département-région de La Réunion.

Agglomérations de plus de 100000 habitants en France en 2022.

## Composition 2020 de l'unité urbaine
Elle est composée des trois communes suivantes :
| Nom                       | Code Insee | Département | Statut       | Superficie (km2) | Population (dernière pop. légale) | Densité (hab./km2) | Modifier                                    |
| ------------------------- | ---------- | ----------- | ------------ | ---------------- | --------------------------------- | ------------------ | ------------------------------------------- |
| Saint-Paul (ville-centre) | 97415      | La Réunion  | ville-centre | 241,28           | 106 220 (2022)                    | 440                | modifier les données · modifier les données |
| Le Port                   | 97407      | La Réunion  | banlieue     | 16,62            | 33 670 (2022)                     | 2 026              | modifier les données · modifier les données |
| La Possession             | 97408      | La Réunion  | banlieue     | 118,35           | 36 390 (2022)                     | 307                | modifier les données · modifier les données |

## Évolution démographique
| 1968   | 1975   | 1982   | 1990    | 1999    | 2006    | 2011    | 2016    | 2022    |
| ------ | ------ | ------ | ------- | ------- | ------- | ------- | ------- | ------- |
| 70 523 | 87 734 | 99 545 | 121 975 | 148 028 | 163 681 | 172 385 | 173 265 | 176 280 |

#### Données générales
- Unité urbaine en France
- Aire d'attraction d'une ville
- Liste des unités urbaines de France

#### Données démographiques en rapport avec l'unité urbaine de Saint-Paul
- Aire d'attraction de Saint-Paul
- Aire d'attraction du Port
- Aire d'attraction de Saint-Denis
- Arrondissement de Saint-Paul

#### Données démographiques en rapport avec La Réunion
- Démographie de La Réunion
- Liste des unités urbaines de La Réunion